# Kıran, Bingöl
Kıran là một xã thuộc thành phố Bingöl, tỉnh Bingöl, Thổ Nhĩ Kỳ. Dân số thời điểm năm 2010 là 365 người.